# Nīābād
Nīābād (persiska: نِی آباد, نيوا, نیاباد, Neyābād) är en ort i Iran.   Den ligger i provinsen Kurdistan, i den nordvästra delen av landet, 500 km väster om huvudstaden Teheran. Nīābād ligger 1 295 meter över havet och antalet invånare är 408.
Terrängen runt Nīābād är kuperad åt nordost, men åt sydväst är den bergig. Nīābād ligger nere i en dal. Runt Nīābād är det ganska tätbefolkat, med 60 invånare per kvadratkilometer. Närmaste större samhälle är Sarvābād, 11,3 km nordväst om Nīābād. Trakten runt Nīābād består till största delen av jordbruksmark.